# بخش بیت لحم (شهرستان کوشوکتون، اوهایو)
بخش بیت لحم (به انگلیسی: Bethlehem Township) یک منطقهٔ مسکونی در ایالات متحده آمریکا است که در شهرستان کوشاکتن، اوهایو واقع شده‌است. بخش بیت لحم ۶۵٫۱ کیلومتر مربع مساحت و ۱٬۱۲۳ نفر جمعیت دارد و ۲۷۵ متر بالاتر از سطح دریا واقع شده‌است.